# Élections législatives écossaises de 2003
 (juillet 2018).
Si vous disposez d'ouvrages ou d'articles de référence ou si vous connaissez des sites web de qualité traitant du thème abordé ici, merci de compléter l'article en donnant les références utiles à sa vérifiabilité et en les liant à la section « Notes et références ».
Les élections législatives écossaises de 2003 ont lieu le 1er mai 2003
Elles conduisent à une baisse des deux partis majoritaires au profits des petit partis. Elles sont remportés par le Parti travailliste écossais qui arrive en tête avec 29,3 % et 50 sièges , suivi par le Parti national écossais avec 20,9 % et 27 sièges, le Parti conservateur écossais avec 15,5 % et 18 sièges et les Libéraux-démocrates écossais avec 11,8 % et 17 sièges. Le Parti verts écossais et le Parti socialiste écossais obtiennent respectivement 6,9 % et 7 sièges et 6,7 % et 6 sièges

## Mode de scrutin
Les membres du Parlement écossais sont élus lors d'un scrutin mixte. 73 députés sont élus au scrutin uninominal majoritaire à un tour et 56 autres sont élus au niveau de huit régions au scrutin proportionnel plurinominal. Les mandats obtenus au scrutin uninominal majoritaire par les partis sont imputés à leurs mandats obtenus au scrutin proportionnel, afin d'assurer une représentation équilibrée à la fois des régions écossaises et à la fois des différentes forces politiques.

## Résultats et sièges
| Partis | Partis                        | Circonscriptions (Scrutin majoritaire) | Circonscriptions (Scrutin majoritaire) | Circonscriptions (Scrutin majoritaire) | Circonscriptions (Scrutin majoritaire) | Circonscriptions (Scrutin majoritaire) | Régional (Scrutin proportionnel) | Régional (Scrutin proportionnel) | Régional (Scrutin proportionnel) | Régional (Scrutin proportionnel) | Régional (Scrutin proportionnel) | Total des sièges | Total des sièges | Total des sièges |
| Partis | Partis                        | Votes                                  | %                                      | +/−                                    | sièges                                 | +/−                                    | Votes                            | %                                | +/−                              | sièges                           | +/−                              | Total            | +/−              | %                |
| ------ | ----------------------------- | -------------------------------------- | -------------------------------------- | -------------------------------------- | -------------------------------------- | -------------------------------------- | -------------------------------- | -------------------------------- | -------------------------------- | -------------------------------- | -------------------------------- | ---------------- | ---------------- | ---------------- |
|        | Parti travailliste            | 659 879                                | 34,6                                   | 4,21                                   | 46                                     | 7                                      | 561 379                          | 29,3                             | 4,34                             | 4                                | 1                                | 50               | 6                | 38,8             |
|        | Parti national écossais       | 449 476                                | 23,8                                   | 4,96                                   | 9                                      | 2                                      | 399 659                          | 20,9                             | 6,36                             | 18                               | 10                               | 27               | 8                | 20,9             |
|        | Parti conservateur            | 312 598                                | 16,6                                   | 1,04                                   | 3                                      | 3                                      | 296 929                          | 15,5                             | 0,15                             | 15                               | 3                                | 18               | stagnation       | 14,0             |
|        | Libéraux-démocrates           | 286 150                                | 15,3                                   | 1,15                                   | 13                                     | 1                                      | 225 774                          | 11,8                             | 0,63                             | 4                                | 1                                | 17               | stagnation       | 13,2             |
|        | Parti vert écossais           | 0                                      | 0                                      | stagnation                             | 0                                      | stagnation                             | 132 138                          | 6,9                              | 4,9                              | 7                                | 6                                | 7                | 6                | 5,4              |
|        | Parti socialiste écossais     | 117 709                                | 6,2                                    | 5,19                                   | 0                                      | stagnation                             | 128 026                          | 6,7                              | 3,1                              | 6                                | 5                                | 6                | 5                | 4,7              |
|        | Parti travailliste socialiste | 0                                      |                                        | stagnation                             | 0                                      | stagnation                             | 21 657                           | 1,14                             | 1,23                             | 0                                | stagnation                       | 0                | stagnation       | 0                |
|        | Autres                        | 50 820                                 | 3,4                                    | 2,5                                    | 2                                      | 1                                      | 150 294                          | 7,94                             | 2,2                              | 2                                | 2                                | 4                | 3                | 3,1              |

## Analyse
L'abstention connait une hausse de près de 10 % et dépasse la participation .
Le vainqueur de ces élections est le Parti Travailliste Ecossais mené par Jack McConnell, avec 29,3% et des suffrages exprimés et 50 sièges. Il est suivi du Parti National Ecossais de John Sinney qui reçoit 20,9% des voix et 27 sièges. Ces deux partis, bien qu'arrivés respectivement premier et deuxième du scrutin, enregistrent néanmoins un recul. Le Parti Conservateur Ecossais de David McLetchie arrive 3ème avec 15,5 % des voix, soit une légère hausse qui ne se répercute cependant pas sur son nombre de sièges, qui se maintient à 18. Ils sont suivis des Libéraux-Démocrates Ecossais de Jim Wallace et ses 11,8 % et 17 sièges. Le Parti vert écossais et le Parti socialiste écossais ont pour leurs parts 6,9 % et 6,7 % des voix exprimés.

## Députés élus dans les circonscriptions

### Central Scotland
| Circonscription              | Député sortant | Député sortant    | Député élu | Député élu        |
| ---------------------------- | -------------- | ----------------- | ---------- | ----------------- |
| Airdrie and Shotts           |                | Karen Whitefield  |            | Karen Whitefield  |
| Coatbridge and Chryston      |                | Elaine Smith      |            | Elaine Smith      |
| Cumbernauld and Kilsyth      |                | Cathie Craigie    |            | Cathie Craigie    |
| East Kilbride                |                | Andy Kerr         |            | Andy Kerr         |
| Falkirk East                 |                | Cathy Peattie     |            | Cathy Peattie     |
| Falkirk West                 |                | Dennis Canavan    |            | Dennis Canavan    |
| Hamilton North and Bellshill |                | Michael McMahon   |            | Michael McMahon   |
| Hamilton South               |                | Tom McCabe        |            | Tom McCabe        |
| Kilmarnock and Loudoun       |                | Margaret Jamieson |            | Margaret Jamieson |
| Motherwell and Wishaw        |                | Jack McConnell    |            | Jack McConnell    |

### Glasgow
| Circonscription     | Député sortant | Député sortant    | Député élu | Député élu        |
| ------------------- | -------------- | ----------------- | ---------- | ----------------- |
| Glasgow Anniesland  |                | Bill Butler       |            | Bill Butler       |
| Glasgow Baillieston |                | Margaret Curran   |            | Margaret Curran   |
| Glasgow Cathcart    |                | Mike Watson       |            | Mike Watson       |
| Glasgow Govan       |                | Gordon Jackson    |            | Gordon Jackson    |
| Glasgow Kelvin      |                | Pauline McNeill   |            | Pauline McNeill   |
| Glasgow Maryhill    |                | Patricia Ferguson |            | Patricia Ferguson |
| Glasgow Pollok      |                | Johann Lamont     |            | Johann Lamont     |
| Glasgow Rutherglen  |                | Janis Hughes      |            | Janis Hughes      |
| Glasgow Shettleston |                | Frank McAveety    |            | Frank McAveety    |
| Glasgow Springburn  |                | Paul Martin       |            | Paul Martin       |

### Highlands and Islands
| Circonscription                       | Député sortant | Député sortant      | Député élu | Député élu          |
| ------------------------------------- | -------------- | ------------------- | ---------- | ------------------- |
| Argyll and Bute                       |                | George Lyon         |            | George Lyon         |
| Caithness, Sutherland and Easter Ross |                | Jamie Stone         |            | Jamie Stone         |
| Inverness East, Nairn and Lochaber    |                | Fergus Ewing        |            | Fergus Ewing        |
| Moray                                 |                | Margaret Ewing      |            | Margaret Ewing      |
| Orkney                                |                | Jim Wallace         |            | Jim Wallace         |
| Ross, Skye and Inverness West         |                | John Farquhar Munro |            | John Farquhar Munro |
| Shetland                              |                | Tavish Scott        |            | Tavish Scott        |
| Western Isles                         |                | Alasdair Morrison   |            | Alasdair Morrison   |

### Lothians
| Circonscription                | Député sortant | Député sortant   | Député élu | Député élu       |
| ------------------------------ | -------------- | ---------------- | ---------- | ---------------- |
| Edinburgh Central              |                | Sarah Boyack     |            | Sarah Boyack     |
| Edinburgh East and Musselburgh |                | Susan Deacon     |            | Susan Deacon     |
| Edinburgh North and Leith      |                | Malcolm Chisholm |            | Malcolm Chisholm |
| Edinburgh Pentlands            |                | Iain Gray        |            | David McLetchie  |
| Edinburgh South                |                | Angus MacKay     |            | Mike Pringle     |
| Edinburgh West                 |                | Margaret Smith   |            | Margaret Smith   |
| Linlithgow                     |                | Mary Mulligan    |            | Mary Mulligan    |
| Livingston                     |                | Bristow Muldoon  |            | Bristow Muldoon  |
| Midlothian                     |                | Rhona Brankin    |            | Rhona Brankin    |

### Mid Scotland and Fife
| Circonscription  | Député sortant | Député sortant      | Député élu | Député élu          |
| ---------------- | -------------- | ------------------- | ---------- | ------------------- |
| Dunfermline East |                | Helen Eadie         |            | Helen Eadie         |
| Dunfermline West |                | Scott Barrie        |            | Scott Barrie        |
| Fife Central     |                | Henry McLeish       |            | Christine May       |
| Fife North East  |                | Iain Smith          |            | Iain Smith          |
| Kirkcaldy        |                | Marilyn Livingstone |            | Marilyn Livingstone |
| North Tayside    |                | John Swinney        |            | John Swinney        |
| Ochil            |                | Richard Simpson     |            | George Reid         |
| Perth            |                | Roseanna Cunningham |            | Roseanna Cunningham |
| Stirling         |                | Sylvia Jackson      |            | Sylvia Jackson      |

### North East Scotland
| Circonscription                   | Député sortant | Député sortant    | Député élu | Député élu        |
| --------------------------------- | -------------- | ----------------- | ---------- | ----------------- |
| Aberdeen Central                  |                | Lewis Macdonald   |            | Lewis Macdonald   |
| Aberdeen North                    |                | Elaine Thomson    |            | Brian Adam        |
| Aberdeen South                    |                | Nicol Stephen     |            | Nicol Stephen     |
| Angus                             |                | Andrew Welsh      |            | Andrew Welsh      |
| Banff and Buchan                  |                | Stewart Stevenson |            | Stewart Stevenson |
| Dundee East                       |                | John McAllion     |            | Shona Robison     |
| Dundee West                       |                | Kate Maclean      |            | Kate Maclean      |
| Gordon                            |                | Nora Radcliffe    |            | Nora Radcliffe    |
| West Aberdeenshire and Kincardine |                | Mike Rumbles      |            | Mike Rumbles      |

### South of Scotland
| Circonscription                   | Député sortant | Député sortant      | Député élu | Député élu          |
| --------------------------------- | -------------- | ------------------- | ---------- | ------------------- |
| Ayr                               |                | John Scott          |            | John Scott          |
| Carrick, Cumnock and Doon Valley  |                | Cathy Jamieson      |            | Cathy Jamieson      |
| Clydesdale                        |                | Karen Gillon        |            | Karen Gillon        |
| Cunninghame South                 |                | Irene Oldfather     |            | Irene Oldfather     |
| Dumfries                          |                | Elaine Murray       |            | Elaine Murray       |
| East Lothian                      |                | John Home Robertson |            | John Home Robertson |
| Galloway and Upper Nithsdale      |                | Alasdair Morgan     |            | Alex Fergusson      |
| Roxburgh and Berwickshire         |                | Euan Robson         |            | Euan Robson         |
| Tweeddale, Ettrick and Lauderdale |                | Ian Jenkins         |            | Jeremy Purvis       |

### West of Scotland
| Circonscription           | Député sortant | Député sortant    | Député élu | Député élu      |
| ------------------------- | -------------- | ----------------- | ---------- | --------------- |
| Clydebank and Milngavie   |                | Des McNulty       |            | Des McNulty     |
| Cunninghame North         |                | Allan Wilson      |            | Allan Wilson    |
| Dumbarton                 |                | Jackie Baillie    |            | Jackie Baillie  |
| Eastwood                  |                | Ken Macintosh     |            | Ken Macintosh   |
| Greenock and Inverclyde   |                | Duncan McNeil     |            | Duncan McNeil   |
| Paisley North             |                | Wendy Alexander   |            | Wendy Alexander |
| Paisley South             |                | Hugh Henry        |            | Hugh Henry      |
| Strathkelvin and Bearsden |                | Brian Fitzpatrick |            | Jean Turner     |
| West Renfrewshire         |                | Trish Godman      |            | Trish Godman    |